# Szefowa
Szefowa (ang. Girlboss) – amerykański serial telewizyjny (komedia) wyprodukowany przez Denver and Delilah Productions, który jest luźną adaptacją biografii „#GIRLBOSS” Sophii Amoruso. Wszystkie 13 odcinków pierwszej serii zostało udostępnionych 21 kwietnia 2017 roku na stronie internetowej platformy Netflix.
25 czerwca 2017 roku platforma ogłosiła anulowanie serialu po jednym sezonie.

## Fabuła
Serial opowiada historię Sophii, która zbudowała własną markę, zaczynając sprzedawać ubrania na eBayu.

## Obsada

### Główna
- Britt Robertson jako Sophia Marlowe[3]
- Ellie Reed jako Annie[4]
- Johnny Simmons jako Shane[5]
- Alphonso McAuley jako Dax[6]

### Role drugoplanowe
- Dean Norris jako Jay Marlowe[7]
- Norm Macdonald jako Rick
- RuPaul Charles jako Lionel
- Jim Rash jako Mobias
- Louise Fletcher jako Rosie
- Melanie Lynskey jako Gail
- Macedo jako zespół Shane

## Odcinki
| Sezon | Sezon | Odcinki | Oryginalna emisja Netflix | Oryginalna emisja Netflix | Oryginalna emisja | Oryginalna emisja | Oryginalna emisja |
| Sezon | Sezon | Odcinki | Premiera sezonu           | Finał sezonu              | Premiera sezonu   | Finał sezonu      |                   |
| ----- | ----- | ------- | ------------------------- | ------------------------- | ----------------- | ----------------- | ----------------- |
|       | 1     | 13      | 21 kwietnia 2017          | 21 kwietnia 2017          | 21 kwietnia 2017  | 21 kwietnia 2017  |                   |

### Sezon 1 (2017)
| #  | Tytuł                    | Reżyseria        | Scenariusz                   | Premiera Netflix | Premiera w Polsce Netflix |
| -- | ------------------------ | ---------------- | ---------------------------- | ---------------- | ------------------------- |
| 1  | Sophia                   | Christian Ditter | Kay Cannon                   | 21 kwietnia 2017 | 21 kwietnia 2017          |
| 2  | The Hern                 | Christian Ditter | Kay Cannon                   | 21 kwietnia 2017 | 21 kwietnia 2017          |
| 3  | Thank You, San Francisco | Christian Ditter | Caroline Williams            | 21 kwietnia 2017 | 21 kwietnia 2017          |
| 4  | Ladyshopper99            | Steven Tsuchida  | Sonny Lee                    | 21 kwietnia 2017 | 21 kwietnia 2017          |
| 5  | Top 8                    | Steven Tsuchida  | Eben Russell                 | 21 kwietnia 2017 | 21 kwietnia 2017          |
| 6  | Five Percent             | John Riggi       | Kay Cannon                   | 21 kwietnia 2017 | 21 kwietnia 2017          |
| 7  | Long-Ass Pants           | Amanda Brotchie  | Jake Fogelnest               | 21 kwietnia 2017 | 21 kwietnia 2017          |
| 8  | The Trip                 | Amanda Brotchie  | Joanna Calo                  | 21 kwietnia 2017 | 21 kwietnia 2017          |
| 9  | Motherfuckin’ Bar Graphs | Jamie Babbit     | Jen Braeden                  | 21 kwietnia 2017 | 21 kwietnia 2017          |
| 10 | Vintage Fashion Forum    | Jamie Babbit     | Caroline Williams, Sonny Lee | 21 kwietnia 2017 | 21 kwietnia 2017          |
| 11 | Garbage Person           | Jamie Babbit     | Kay Cannon, Eben Russell     | 21 kwietnia 2017 | 21 kwietnia 2017          |
| 12 | I Come Crashing          | Christian Ditter | Kay Cannon                   | 21 kwietnia 2017 | 21 kwietnia 2017          |
| 13 | The Launch               | Christian Ditter | Kay Cannon                   | 21 kwietnia 2017 | 21 kwietnia 2017          |

## Produkcja
6 lutego 2016 roku platforma Netflix zamówiła pierwszy sezon.
W czerwcu 2016 roku poinformowano, że do obsady głównej dołączyli: Britt Robertson jako Sophia Marlowe, Ellie Reed jako Annie, Johnny Simmons jako Shane oraz Alphonso McAuley jako Dax.
W kolejnym miesiącu ogłoszono, że Dean Norris zagra w serialu Jaya Marlowe.